# هالت‌ویل (آلاباما)
هالت‌ویل (به انگلیسی: Holtville) شهرکی در شهرستان المور ایالت آلاباما است که مساحت آن ۶۵٫۳۴ کیلومترمربع است و در سرشماری سال ۲۰۱۰ میلادی، ۴٬۰۹۶ نفر جمعیت داشته و تراکم جمعیتی آن، ۶۲٫۶۹ در کیلومترمربع بوده است.